# 2015年希臘
Template:Year in Greece
下面列出2015年在希臘發生的事件。

## 在職者
- 總統: 卡羅洛斯·帕普利亞斯 (until 13 March), 普羅科皮斯·帕夫洛普洛斯 (starting 13 March)
- 總理: 安東尼斯·薩馬拉斯 (until 26 January), 阿列克西斯·齊普拉斯 (starting 26 January)

## 大事紀

### 1月
- 1月25日：2015年希臘立法選舉舉行，選出希臘議會的所有300名議員。反對財政緊縮政策的激進左翼聯盟取得149席，只差2席就可以達到國會過半數，因此與獲得13席的右翼獨立希臘人黨組成聯合政府。

### 4月
- 4月13日至20日，2015年地中海難民船船難，是指2015年發生於地中海間的五起船難。五艘載著約2000名的非法移民船隻先後翻覆沉沒，合計有1200人死亡。第一起船難發生於4月13日，接著在16日、19日，以及20日也接連發生死亡事故[1][2][3][4] 。
- 4月30日至5月3日，2015年希臘羽球國際賽在希臘Sidirokastro內的 Sidirokastro Indoor Hall 舉行。

### 6月
- 6月：2015年U19世界青年籃球錦標賽在希臘克里特舉行。
- 6月11日：NERIT(New Hellenic Radio, Internet and Television) shuts down
- 6月27日：總理阿列克西斯·齊普拉斯在凌晨提出公投案，並在次日經過議會與總統的批准。
- 6月29日：標準普爾評級機構調低希臘的長期主權信貸評級，降一級至CCC-(展望負向)。

### 7月
- 7月5日：2015年希臘紓困公投投票日，當天去投票的選民當中有62%拒絕接受國際救助方案，只有38%為接受票。